# Odontomyia flava
Odontomyia flava är en tvåvingeart som beskrevs av Francis Day 1882. Odontomyia flava ingår i släktet Odontomyia och familjen vapenflugor. Inga underarter finns listade i Catalogue of Life.